# آن أوبراين (منافسة ألعاب القوى)
آن أوبراين (بالإنجليزية: Anne O'Brien)‏ هي منافسة ألعاب القوى أمريكية، ولدت في 22 أغسطس 1911 في سكنيكتادي في الولايات المتحدة، وتوفيت في 30 يوليو 2007 في توستين في الولايات المتحدة.

## وصلات خارجية
- آن أوبراين على موقع أوليمبيديا (الإنجليزية)